# موسیقی‌شناس
موسیقی‌شناس یا موزیکولوژیست (به انگلیسی: musicologist، به فرانسوی: musicologiste) فردِ متخصص در شاخه‌ای از دانش موسیقی که به آن موسیقی‌شناسی یا «موزیکولوژی» (به فرانسوی: musicologie) می‌گویند.
موسیقی‌شناس به مطالعهٔ منطقی، استدلالی، و علمیِ مباحث موسیقی می‌پردازد.
موسیقی‌شناس، کلیهٔ مطالعات و تحقیقاتش را از طریق روش‌های نظام‌مند (سیستماتیک) و به‌صورت مشاهدات علمی و آزمایشگاهی انجام می‌دهد و از نتایج آن، مجموعه‌ای از واقعیت‌های علمی را استخراج می‌کند.

## حرفهٔ موسیقی‌شناس
فعالیت یک موسیقی‌شناس بیشتر در مراکز دانشگاهی و مدارس موسیقی به‌عنوان استاد است. همچنین، آموزش و پژوهش در زمینه‌های مختلف، مانند تدریس تاریخ موسیقی، استاد راهنما برای پژوهش‌های موسیقی، و انتشار مقاله‌های علمیِ موسیقی از دیگر فعالیت‌های یک موسیقی‌شناس است.
بعضی از موسیقی‌شناسان در زمینهٔ خواندن، ترجمه، و حتی اجرای نوشته‌های بسیار قدیمیِ موسیقی متخصص هستند؛ برخی در زمینهٔ موسیقی مشرق‌زمین به درجهٔ تخصص می‌رسند؛ برخی در زمینه‌های فلسفهٔ موسیقی به درجه‌های بالای تخصص نایل می‌شوند؛ و خلاصه هریک از آنان ممکن است در یکی از بی‌نهایت زمینهٔ موجودِ تحقیقی در موسیقی، مهارت و تخصص کسب کنند.
البته ذکر این مورد ضروری است که همهٔ موسیقی‌شناسان در دانشگاه‌ها مشغول فعالیت نیستند؛ بسیاری از معروف‌ترین و حرفه‌ای‌ترینِ آن‌ها، به‌عنوان نویسنده، با معتبرترین نشریات موسیقی همکاری می‌کنند و به انتشار مقالات و نقدهای علمی در آن‌ها می‌پردازند.
همکاری با موزه‌های تاریخی و فعالیت‌های باستان‌شناختی نیز از دیگر کارهایی است که یک موسیقی‌شناس می‌تواند به آن‌ها بپردازد.